# 낭튀아 캉통
낭튀아 캉통(프랑스어: Canton de Nantua)은 프랑스의 캉통 중 하나로, 오베르뉴론알프 레지옹의 앵주에 위치해 있다.
2015년 3월 프랑스 캉통 개편으로 경계가 조정되어 소속 코뮌이 12개에서 18개로 늘었다. 이들 중 두 코뮌이 르푸아자랄레리아라는 하나의 코뮌으로 통합되어 결과적으로 17개 코뮌을 관할하게 되었다.

## 지리
낭튀아 아롱디스망에 속해 있는 캉통이다. 해발고도는 427m (낭튀아)부터 1,241m (르푸아자랄레리아)까지이며, 평균고도는 669m이다.

## 인구
| 연도        | 인구   | ±% p.a. |
| ----------- | ------ | ------- |
| 2013        | 21,495 | —       |
| 2018        | 21,409 | −0.08%  |
| 출처: INSEE |        |         |

## 코뮌
낭튀아 캉통에는 다음과 같은 코뮌이 속해 있다.
- 아프르몽
- 베아르제오브레시아
- 벨레두
- 벨리냐
- 브리옹
- 샤릭스
- 에샤용
- 제오브레세
- 그루아시아
- 말리야
- 마르티냐
- 몽레알라클뤼즈
- 낭튀아
- 레네롤
- 르푸아자랄레리아
- 포르
- 생마르탱뒤프렌

## 같이 보기
- 앵 주의 캉통
- 프랑스의 캉통